# Lycée pilote
Le lycée pilote est un type d'établissement de l'enseignement secondaire tunisien comptant 23 structures en 2017. Les élèves y sont admis selon un quota variable, après avoir réussi l'examen du diplôme de fin d'études de l'enseignement de base. Il s'agit d'une élite destinée à poursuivre des études poussées dans les domaines scientifiques et littéraires.

## Fonctionnement
L'organisation ainsi que le mode de recrutement des élèves connaît trois étapes. Les lycées pilotes reçoivent d'abord les élèves ayant réussi le concours d'entrée en première année de l'enseignement secondaire. Dans le cadre de la réforme du système éducatif en Tunisie, par lequel le concours d'entrée en première année est supprimé et dans l'attente de l'instauration du diplôme de fin d'études de l'enseignement de base, on procède, à partir de l'année scolaire 1995-1996 et ce durant trois ans, à l'organisation d'un concours ouvert aux élèves de troisième année secondaire en vue de les recruter en quatrième année.
Les élèves suivent un cycle commun lors de la première année puis se spécialisent lors de la deuxième année. En plus des programmes classiques, l'enseignement met l'accent sur l'informatique, les sciences physiques et l'anglais pour tous les élèves à partir de la première année. Une section en lettres vient compléter les choix proposés aux élèves dans cinq établissements à partir de la rentrée 2016.
Le passage à la classe supérieure est tributaire de l'obtention d'une moyenne générale supérieure à 12 sur 20 et, à défaut de ce résultat, l'élève doit choisir un autre établissement public. À partir de 1995, le passage doit tenir compte de la moyenne arithmétique des matières de base qui doit être supérieure ou égale à 12 sur 20 et une moyenne générale supérieure ou égale à 13 sur 20.
Les élèves de ces lycées portent un uniforme, bleu pour les garçons et rayé pour les filles, et bénéficient de classes moins chargées que dans les autres lycées.

## Établissements

### Ariana

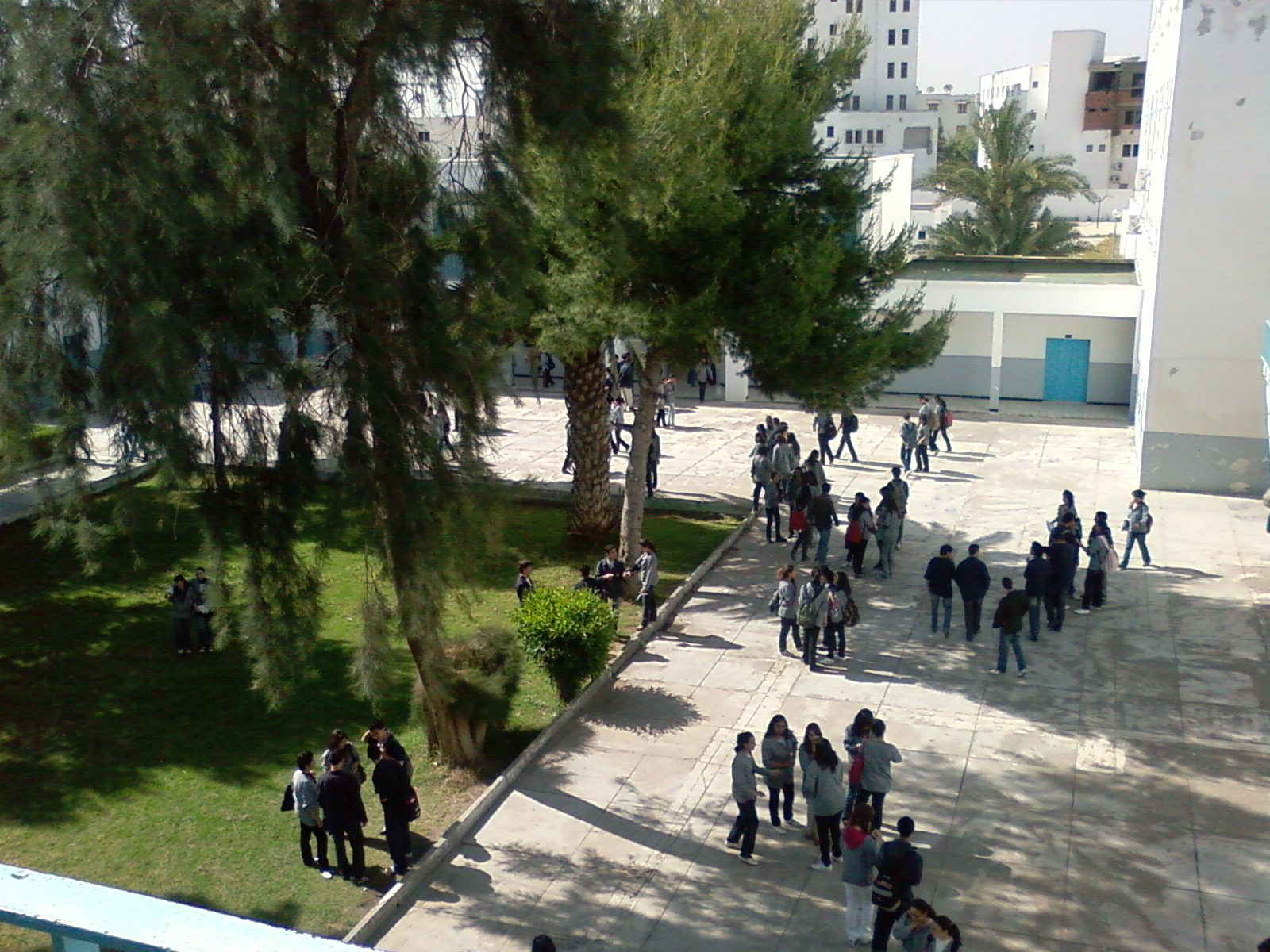
Cour du lycée pilote de l'Ariana.

Le lycée pilote de l'Ariana est situé sur l'avenue de l'Indépendance à l'Ariana, l'une des principales villes de l'agglomération de Tunis. Mitoyen de l'École internationale de Tunis avec laquelle il partage une partie de ses locaux, il est réputé pour la qualité de son enseignement : les taux de réussite à l'examen national du baccalauréat atteignant 100 % en 2007.
Le lycée est fondé le 15 septembre 1983. À ses débuts, l'enseignement y est donné en anglais mais cette orientation change rapidement et le français est choisi comme langue principale des matières scientifiques, à l'instar des autres lycées tunisiens. Le lycée accueille alors des élèves de douze ans et compte sept niveaux différents, de la première année secondaire aux classes de terminale. Le 7 juin 2014, il est baptisé du nom de Mohamed Fraj Chedly.

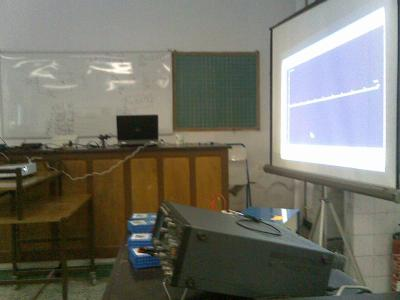
Laboratoire de physique.

La section scientifique existe et regroupe les sections mathématiques, sciences expérimentales et sciences technologiques. La section technologique, très fréquentée à la fondation de l'établissement, est peu à peu désertée par les élèves avant de disparaître puis réapparaître en 2017. Le lycée offre, en 2011, cinq matières optionnelles : l'espagnol, l'allemand, l'italien, le chinois et la musique.
Le lycée est connu pour ses bons résultats lors des examens nationaux, notamment en raison de la forte concurrence régnant entre les élèves au sein de l'établissement.

### Hammam Lif
Le lycée pilote de Hammam Lif est inauguré le 15 septembre 2016.

### Kairouan
Les élèves du lycée pilote de Kairouan protestent le 27 février 2016 pour réclamer l'amélioration de leurs conditions de séjour à l'internat.

### Le Kef
Les élèves du lycée pilote du Kef protestent le 23 septembre 2016 pour dénoncer l'état de leur établissement.

### Menzah VIII
Le lycée pilote Bayram V à El Menzah VIII est situé sur l'avenue du Golfe arabe, dans le gouvernorat de l'Ariana.
En 2016, il enregistre le plus fort taux de réussite de la région à la session principale du baccalauréat, avec 99,28 % contre 42,03 % au niveau régional et 33,12 % au niveau national.

### Sfax

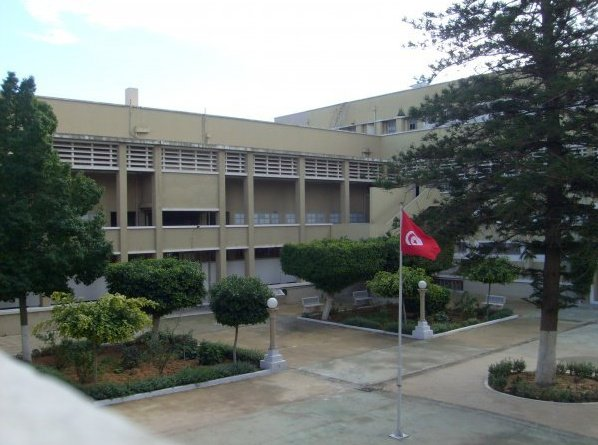
Cour du lycée pilote de Sfax.

### Sousse

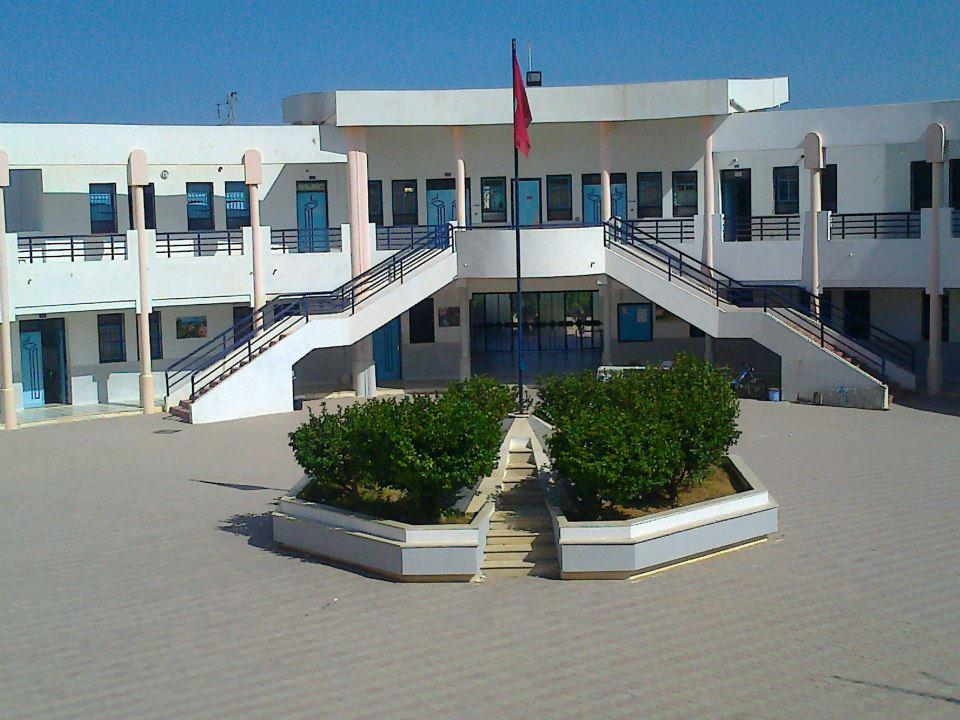
Cour du lycée pilote de Sousse.

Le lycée pilote de Sousse, fondé le 15 septembre 1989, compte une majorité d'élèves provenant d'établissements situés dans le gouvernorat de Sousse. Hébergé dans l'ancien internat du lycée de garçons de Sousse pendant quatorze ans, il emménage dans ses nouveaux locaux en septembre 2003.
Le lycée est connu pour ses bons résultats lors des examens nationaux, les lauréats tunisiens du baccalauréat comptant généralement au moins un élève du lycée pilote de Sousse, qui demeure le premier dans son gouvernorat grâce à son taux de réussite (100 %) comme en 2007, 2012 ou 2015.
Les élèves du lycée ont créé un comité artistique le 1er mars 2011, à la suite de la révolution, afin de rassembler et développer leurs talents. Par ailleurs, chaque année, les bacheliers du lycée organisent un événement, le jour de leur épreuve de sport, pour fêter leur réussite scolaire et se défouler avant les examens nationaux.
Il existe une association des anciens du lycée pilote, créée le 3 avril 2010, qui organise presque chaque année des cérémonies de réception des nouveaux membres ; son local se situe dans le lycée. Durant l'année scolaire 2012-2013 est créée l'association des parents d'élèves du lycée pilote de Sousse.

### Tunis
Il est baptisé lycée pilote Bourguiba.